# Encefalitis viral de Rocío
La encefalitis viral del Rocío es una enfermedad flaviviral epidémica de humanos observada por primera vez en el estado de São Paulo, Brasil, en el año 1975. Es probable que la transmisión enzoótica continúe a un bajo nivel en la zona epidémica, y con el aumento de la deforestación y la expansión de la población, epidemias adicionales causadas por el virus de Rocío sean altamente probables. Si las especies de aves migratorias se involucran en el ciclo de transmisión del virus es desconocido, aunque la amplia variedad de especies de mosquitos competentes, que pueden transmitir el virus de Rocío, sugiere experimentalmente, que el virus puede distribuirse ampliamente. El brote de encefalitis en el hemisferio occidental causado por el virus del Nilo Occidental, un flavivirus relacionado, destaca el potencial de los arbovirus para causar graves problemas, lejos de sus focos enzoóticos de origen.
El virus de Rocío pertenece al género Flavivirus (el mismo género que el virus Zika) de la familia Flaviviridae y está serológicamente relacionado con los virus de la encefalitis de San Luis, encefalitis japonesa y encefalitis del Valle de Murray.

## Brotes
Durante los años 1975 y 1976, el virus de Rocío fue responsable de varias epidemias de meningoencefalitis en comunidades costeras del sur de São Paulo, Brasil. Los brotes afectaron a más de 1000 personas y mataron alrededor del 10 % de las personas infectadas, sin embargo aparentemente, las personas infectadas respondieron bien al tratamiento de la encefalitis viral. La enfermedad progresa rápidamente después del inicio, y los pacientes mueren dentro de los 5 días posteriores a la aparición de los primeros síntomas. La enfermedad presenta primero fiebre, dolor de cabeza, vómitos y conjuntivitis, para luego progresar a síntomas neurológicos (confusión, desorientación, etc.) y debilidad muscular. Aproximadamente un tercio de los casos entran en coma, y un tercio de esos pacientes mueren. La terapia de apoyo, como la enfermería intensiva y el tratamiento sintomático, podría reducir la tasa de letalidad al 4%. Los sobrevivientes presentan secuelas neurológicas y psicológicas en alrededor del 20% de los casos.

## Reservoriosyvectores
No se ha definido los ciclos epidémico ni epizoótico del virus Rocío, pero los estudios de campo y de laboratorio indican la probable participación de las aves como reservorio del virus y de los mosquitos como vectores.
Se encontró que alrededor del 25% de las aves silvestres en la zona epidémica, que fueron analizadas durante la época de los brotes, tenían anticuerpos contra los flavivirus, siendo el antígeno más reactivo contra el virus de Rocío. Se aislaron cepas del virus de Rocío de la sangre de un chingolo, Zonotrichia capensis. El virus Rocío también se aisló de ratones centinela expuestos en una jaula suspendida, lo que sugiere que probablemente un artrópodo volador fue el vector. Estudios experimentales con gorriones comunes, Passer domesticus, han indicado que la población analizada, no era un buen hospedante para la amplificación del virus de Rocío.
Psorophora ferox fue la única especie de mosquito directamente implicada en la transmisión, a través de la detección del virus en especímenes recolectados en el lugar del brote, pero las especies de Culex (Melanoconion), Coquillettidia chrysonotum, Mansonia indubitans, Ochlerotatus scapularis, Ochlerotatus serratus y otros mosquitos de las tribus Culicini, Anophelini y Sabethini también estuvieron presentes en esas recolecciones. Los estudios con mosquitos de la zona epidémica después del brote, mostraron que Psorophora ferox y Ochlerotatus scapularis podrían clasificarse como vectores potenciales, pero Ochlerotatus serratus fue relativamente insensible. Las investigaciones de campo a fines de los años 70 y 80 mostraron que Ochlerotatus scapularis, Ochlerotatus serratus y especies de Culex (Melanoconion) eran los mosquitos predominantes en la zona epidémica, y que Ochlerotatus scapularis era el mosquito más común y abundante en asentamientos humanos y entornos creados por el hombre.
Fuera de la zona epidémica, los estudios de laboratorio han demostrado que los mosquitos de Arizona Culex tarsalis y de Illinois Culex pipiens pipiens, fueron vectores experimentales relativamente eficientes. La subespecies Tennessee Culex pipiens y Argentina Culex pipiens quinquefasciatus fueron vectores moderadamente eficientes. Los mosquitos de Louisiana Psorophora ferox y Culex nigripalpus y de Florida Culex (Melanoconion) opisthopus, fueron vectores relativamente ineficientes. Las especies Psorophora ferox y Aedes scapularis son susceptibles a la infección por vía oral con el virus de Rocío y pueden transmitir el virus por picadura después de un período de incubación, mientras que, las tasas de infección en Ochlerotatus serratus no superó el 36% y no se pudo calcular una DI50 para esta especie, por lo que es poco probable que sea un vector epidemiológicamente importante del virus de Rocío.